# Haus zum Goldenen Schwan

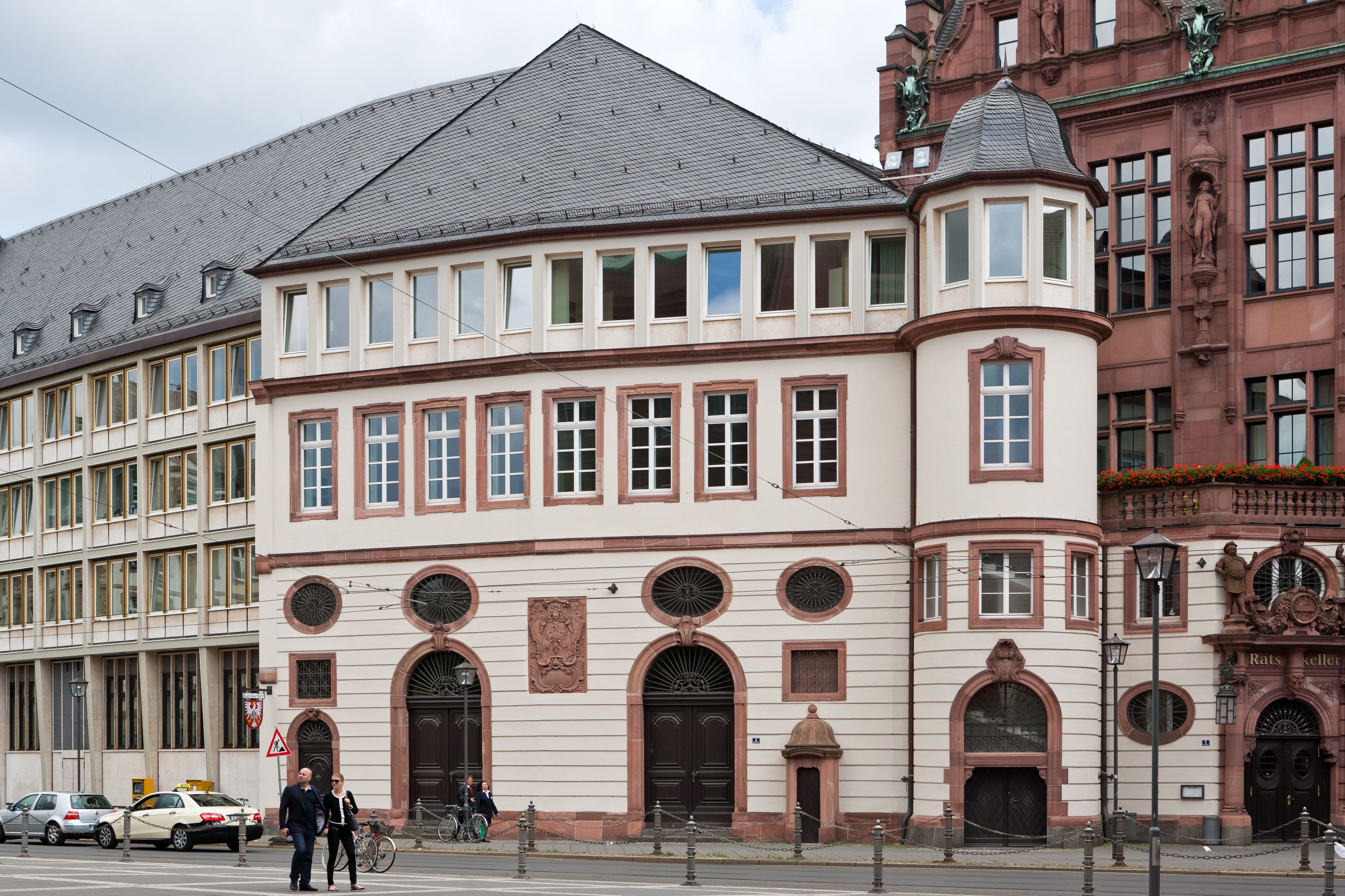
Haus zum Goldenen Schwan (kurz Goldener Schwan) 2011

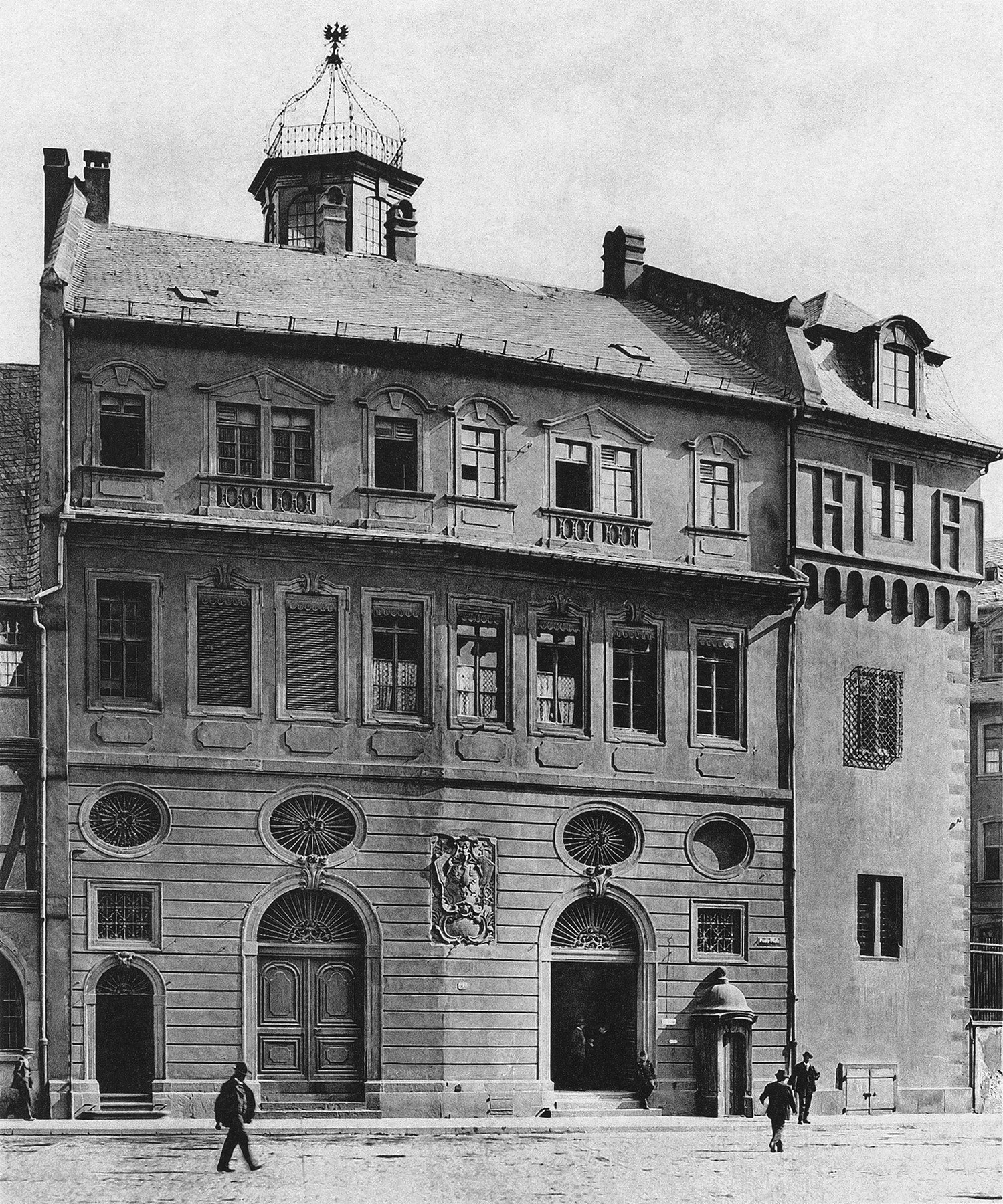
Haus zum Goldenen Schwan um 1900, rechts davon Archivturm vom Haus Frauenrode

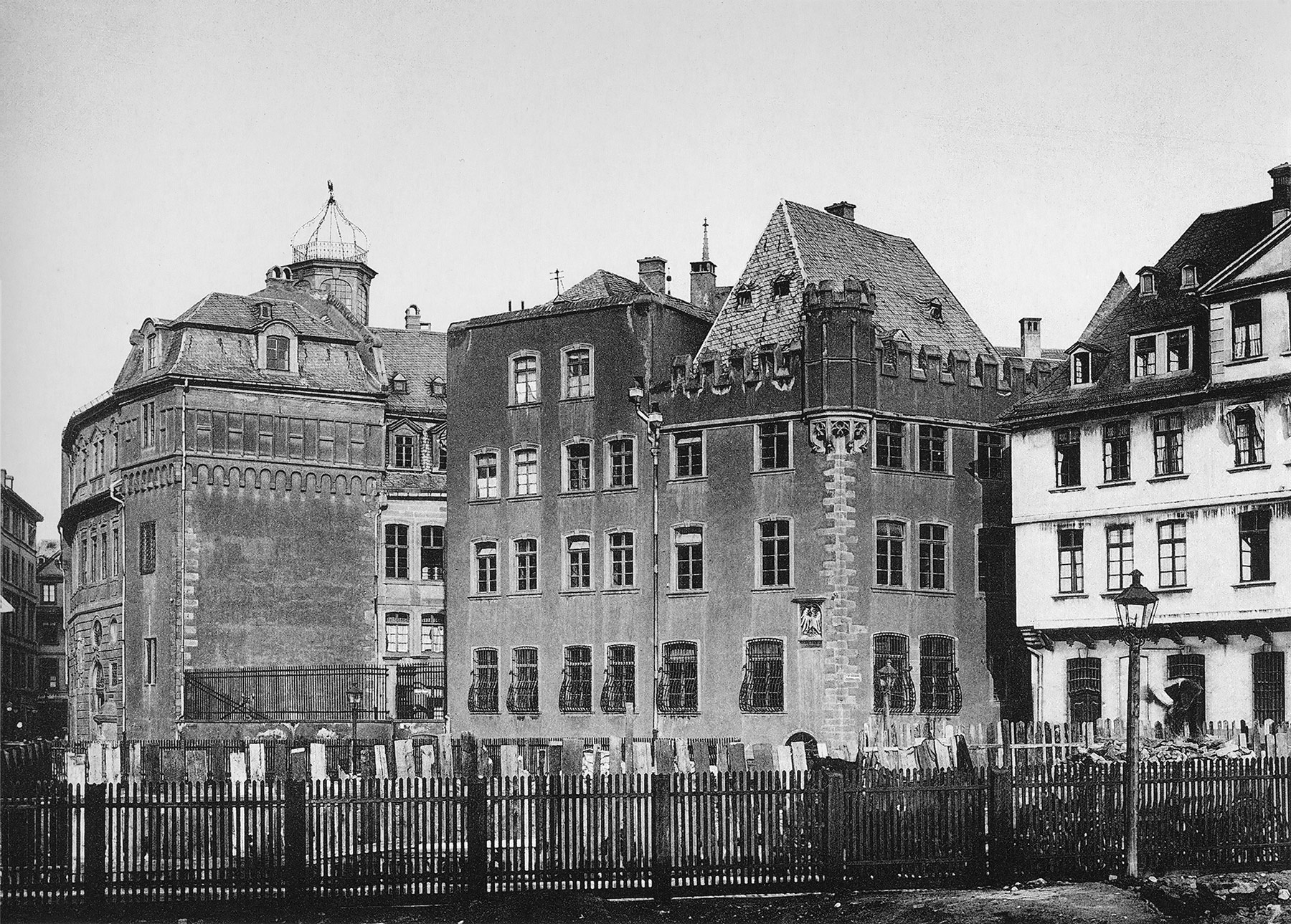
Ganz links: Nordfassade des Goldenen Schwans mit dem Haus Frauenrode mit dem Archivturm

Das Haus zum Goldenen Schwan, auch nur Goldener Schwan, ist ein Gebäude des Frankfurter Rathauskomplexes. Es grenzt nordwestlich an das namensgebende Haus zum Römer an und ist von jeher baulich und geschichtlich mit diesem verbunden. 1322 erstmals erwähnt wurde das Gebäude 1405 von der Stadt gekauft. Es ist architektonisch trotz der baulichen Veränderungen mehrerer Jahrhunderte noch immer ein typischer Vertreter des gotischen Patrizierbaus.

## Geschichte bis zum Stadterwerb
Erstmals erwähnt wurde der Goldene Schwan in einer Urkunde vom 30. September 1322, allerdings noch unter seinem alten Namen Haus zum Goldenen Frosch bzw. Goldener Frosch. Demnach schenkte der dem Haus seinen Namen gebende Wigel Frosch seiner Frau Gisela seine Wohnhäuser zum Römer und zum Goldenen Frosch für den Fall, dass er vor ihr sterben würde, ohne aus der Ehe mit ihr Kinder hinterlassen zu haben. Wörtlich heißt es in der auf dasselbe Jahr datierten Liebfrauen-Urkunde 391, er vermache der Gattin „sin geseze, da he inne wonet, daz da heizett der Romer und der Gulden Frois, und allis daz geseze und wonunge, daz dar zu gehoret“. Frosch war der Schwiegersohn des durch wesentlichen Anteil an der Stiftung der Liebfrauenkirche ausgezeichneten Wigel von Wanebach.
1324 starb Wigel Frosch auf der Wallfahrt nach Santiago de Compostela, und entsprechend gelangte seine Frau in den Besitz der beiden Häuser. Das für die Zeit wohl gewaltige Vermögen von ihr und ihrer Mutter Katharina von Wanebach kann daran abgeschätzt werden, dass sie 1325 unter Aufwendung desselben wesentlich zur Gründung des Liebfrauen-Stiftes beitrugen.
Nur wenig später, am 4. Februar 1326 starb Gisela Frosch, womit die Häuser an Katharina von Wanebach gingen. Noch während ihrer Lebzeiten verkaufte sie das Haus zum Römer, was eine architektonische Trennung desselben vom Goldenen Frosch nach sich zog. Als sie am 9. August 1335 starb, ging der Goldene Frosch an ihren Bruder Gerlach vom Hohenhaus.
Erst über 60 Jahre später fand der Goldene Frosch nun wieder Erwähnung, allerdings bereits unter seiner zukünftig beibehaltenem Bezeichnung als Goldener Schwan. Woher der neue Name des Gebäudes abgeleitet wurde, konnte nie geklärt werden. Laut einer entsprechend datierten Urkunde verkauften am 30. November 1380 Sohn und Enkel von Hartmud zum Römer das gleichnamige Nachbargebäude und den Goldenen Schwan für 2.570 Gulden an Konrad Kölner und dessen Gattin Metze. Nach der Urkunde waren beide Gebäude zu diesem Zeitpunkt auch baulich wieder miteinander vereint worden.
Als die Stadt am 11. März 1405 den Goldenen Schwan zusammen mit dem Römer kaufte, endete auch seine historische Erwähnung als alleinstehendes Gebäude. Die Stadt musste für beide Gebäude nur 800 Gulden bezahlen. Damit lag der Preis unter der Summe, die Konrad Kölner noch 1380 dafür hatte aufbringen müssen. Hauptgrund dafür war wohl der hohe Schuldenstand von Konz zum Römer, des ältesten und somit entscheidungsführenden Sohnes des 1390 verstorbenen Konrad Kölners.
Während der Römer dem ganzen Rathaus bis in die Gegenwart seinen Namen gibt, findet sich der Name Goldener Schwan in den nachfolgenden Jahrhunderten in historischen Beschreibungen nur noch selten. Ein Grund dafür war wohl zum einen die dem Stadtbesitz nachfolgende, perfekte bauliche Verbindung beider Gebäude, die sie schnell wie ein einzelnes Gebäude erscheinen ließen; zum anderen war das zum Römerberg gewandte Haus zum Römer seit jeher das Eintrittsgebäude mit der größeren repräsentativen Funktion.
Zu weiteren Geschichte des Hauses zum Goldenen Schwan nach dem Kauf durch die Stadt siehe: Römer (Frankfurt)